# Горњолужичкосрпски текстуални корпус
Горњолужичкосрпски текстуални корпус (глсрп. HOrnjoserbski Tekstowy KOrpus; скраћ. HoTKo) дигитални је текстуални корпус горњолужичкосрпског језика.

## Историја
Историја горњолужичкосрпског текстуалног корпуса је повезана са пројектом Лужичкосрпског института за стварање електронског једнојезичног горњолужичкосрпског речника у првој половини 1990-их година. Међутим, овај пројекат није реализован. Године 1996, почео је рад на стварању електронског горњолужичкосрпског текстуалног корпуса. Оснивач корпуса био је радник Лужичкосрпског института Едвард Ворнар. Након што се 2003. године Ворнар преселио у Лајпциг, одговорност је прешла на руководиоца Лужичкосрпке централне библиотеке Франца Шена. Године 2001, корпус је почео да ради на сајту Лужичкосрпског института. Онда је био двојезичан — лужичкосрпско-енглески. У одабирању актуелних текстова (књига, новина и часописа) учествовали су Народно издавачко предузеће „Домовина” у Бауцену и Језички центар WITAJ. Већина текстова је скенирана од стране научно-техничког персонала Лужичкосрпског института. Горњолужичкосрпски текстуални корпус ради у сарадњи са Институтом чешког националног корпуса на Филозофском факултету Карловог универзитета у Прагу.